# Château du Plessix
Le château du Plessix est situé à La Couyère, en France. 

## Localisation
Le château se trouve sur la commune de La Couyère au sud du département d'Ille-et-Vilaine en région Bretagne. Il se situe au nord-ouest du bourg et au nord-est de celui de Tresbœuf (où s'étend une partie du site).
Le ruisseau de la Couyère est un affluent du Semnon qui coule en contrebas et forme deux étangs, celui du Barbotin en amont et celui du Moulin Neuf en aval.

## Historique
Le château date du XVIIIe siècle.
Il est inscrit au titre des monuments historiques depuis le 31 janvier 1962 et ses dépendances par arrêté du 19 novembre 1992,,.

## Architecture
Le château se compose d'un corps de logis central, flanqué de deux ailes faisant saillie vers le sud. Le bâtiment se prolonge sur la gauche par une orangerie et sur la droite par une petite chapelle à clocheton. La façade sud, sommée de frontons curvilignes sculptés de trophées, donne sur une esplanade recouverte de gravier et offre une vue sur des bois parsemés d'étangs. Le château est entouré d'un parc de 52 ha qui a été remanié dans les années 1860.